# Pascal Simpson
Pascal Simpson (* 4. Mai 1971 in Lomé, Togo) ist ein ehemaliger schwedischer Fußballspieler, der mittlerweile als Trainer tätig ist. Der Stürmer und Mittelfeldspieler kam zweimal in der schwedischen Nationalmannschaft zum Einsatz.

## Werdegang

### Frühe Jahre
Simpson wurde als Sohn eines Togolesen und einer Deutschen im Togo geboren. Sein Vater Cyrill Simpson hatte als Amateurspieler in den 1960er Jahren für Eintracht Braunschweig gespielt.
Simpson kam als Sechsjähriger aus Togo nach Schweden. Dort begann er 1978 bei Ekerö IK mit dem Fußballspielen, ehe er 1984 in die Jugend von IF Brommapojkarna wechselte. Vom Zweitligisten zog er 1991 zum Traditionsverein AIK in die Allsvenskan weiter. Unter Tommy Söderberg eroberte er sich direkt einen Stammplatz in der Startelf und kam am ersten Spieltag der Spielzeit 1991 beim 1:0-Auswärtserfolg gegen Halmstads BK in Örjans vall zu seinem Erstligadebüt. Am Ende der regulären Spielzeit qualifizierte er sich mit der Mannschaft für die Mästerskapsserien. In der Endrunde kam er in allen zehn Spielen zum Einsatz und konnte zwei Tore erzielen, dennoch belegte AIK in der Meisterschaftsrunde nur den letzten Platz.

### Schwedischer Meister
In der Spielzeit 1992 gehörte Simpson zu den Stützen der Mannschaft, die den neunten Meistertitel der Vereinsgeschichte errang. Im Saisonverlauf kam er an der Seite von Peter Larsson und Wadym Jewtuschenko, die ebenso kein Spiel verpassten, in jedem Spiel sowohl der regulären Spielzeit als auch der Meisterschaftsendrunde zum Einsatz. Dabei wirkte er am hart umkämpften 4:4-Unentschieden gegen den Erzrivalen Djurgårdens IF mit, als er und sein Mannschaftskollege Kim Bergstrand jeweils ein Tor erzielen und zwei weitere vorbereiten konnten. Zwar beendete die Mannschaft mit neun Punkten Rückstand auf den Tabellenführer IFK Norrköping die reguläre Spielzeit und startete daher mit vier Punkten – die Punktezahl wurde halbiert – Rückstand in die Endrunde. Durch sechs Siege und zwei Unentschieden in der Meisterrunde konnte der Konkurrent jedoch noch abgefangen werden. nach einem 3:2-Erfolg gegen Malmö FF am letzten Spieltag der Endrunde durch zwei Tore von Jevtushenko und einen Treffer von Gary Sundgren konnte der Von-Rosens-Pokal in die Höhe gereckt werden. Durch seine starken Auftritte im Laufe der Spielzeit hatte er sich ins Notizbuch von Nisse Andersson gespielt und wurde für den Fußballwettbewerb der Olympischen Spiele 1992 nominiert.
In den folgenden beiden Jahren etablierte Simpson sich hinter Dick Lidman, dem besten Torschützen AIKs, als treffsicherer Stürmer. In der Spielzeit 1994 gelangen dem Sturmduo 24 Tore, ehe sich Simpson im August des Jahres beim Spiel gegen Örebro SK  einen Kreuzbandriss zuzog und die restliche Spielzeit ausfiel. Ohne den Stürmer fehlte  ein Teil der Durchschlagskraft und mit 15 Punkten Rückstand auf den Meister IFK Göteborg belegte der Klub nur der sechste Platz in der Liga. Nach einer weiteren Fußoperation im Februar 1995 konnte er sich wieder in die Stammformation spielen.

### Höhepunkte im Europapokal und Nationalmannschaft
Im Mai 1996 gelang Simpson der zweite Titelgewinn seiner Karriere, als er mit seiner Mannschaft den Svenska Cupen gewann. Der Stürmer verhalf AIK zum fünften Gewinn der Trophäe in der Vereinsgeschichte, als er im Finalspiel gegen Malmö FF den gegnerischen Torhüter Jonnie Fedel zum spielentscheidenden 1:0-Siegtreffer überwinden konnte. Als Folge trat der Klub im Europapokal der Pokalsieger 1996/97 an und dank eines Tores von Simpson zog die Mannschaft nach einem 1:0-Auswärtserfolg mit einem 1:1-Unentschieden gegen KR Reykjavík in die nächste Runde ein. Dort eröffnete er beim 3:1-Auswärtserfolg beim französischen Klub Olympique Nîmes ebenso den Torreigen, so dass AIK erstmals im Europapokal überwintern konnte.
Der Beginn des Jahres 1997 sollte zu einer der Glanzzeiten in Simpsons Karriere werden. Zunächst wurde er von Nationaltrainer Tommy Svensson in die schwedische Nationalmannschaft berufen und kam am 9. Februar im Rahmen des King’s Cup zu seinem Debüt im Nationaljersey, als die rumänische Nationalmannschaft durch Treffer von Andreas Andersson und Jozo Matovac mit 2:0 besiegt wurde. Vier Tage später kam er beim 1:0-Erfolg über Japan durch einen Treffer Anderssons zu seinem zweiten und letzten Auftritt für die schwedischen Farben. Keinen Monat später, am 6. März, musste der Verein im Europapokal auswärts beim FC Barcelona in Camp Nou antreten und Simpson sorgte für einen Paukenschlag, als er in der ersten Spielminute die Schweden in Führung schoss. Die Katalanen konnten jedoch das Spiel drehen und nach einem 3:1-Erfolg und einem 1:1-Unentschieden im Råsundastadion im Wettbewerb verbleiben, den sie letztendlich gewannen.
Im Sommer wirkte Simpson bei der Titelverteidigung des Pokals mit. Abermals trat er mit AIK im Pokalsiegerpokal an, scheiterte mit seinem Klub jedoch bereits in der ersten Runde an Primorje Ajdovščina.

### Im Ausland
Nach der Spielzeit 1997 verließ Simpson nach 207 Pflichtspielen und 69 Toren in Liga, Pokal und Europapokal Schweden und wechselte nach Norwegen zu Vålerenga IF. Bis 2000 spielte er für den Klub in der Tippeligaen, ehe er zum FC Kopenhagen in die dänische Superliga wechselte. In seinem ersten Jahr gewann er mit dem Klub den dänischen Meistertitel. Nachdem er in seiner zweiten Spielzeit aufgrund von Verletzungsproblemen nicht mehr regelmäßig zum Einsatz kommen konnte, lieh ihn der Klub im Herbst 2002 nach Schweden an Halmstads BK aus. Hier bestritt er noch einmal 11 Spiele in der Allsvenskan und erzielte drei Tore. Im Frühjahr 2003 kehrte er für die Rückrunde zum FC Kopenhagen zurück, ehe er im Sommer seine Profikarriere beendete.

### Start in die Trainerkarriere
Nach dem Ende seiner aktiven Laufbahn ging Simpson 2004 als Nachwuchstrainer bei seinem Jugendverein IF Brommapojkarna nach Schweden zurück. An der Seite seines ehemaligen Mitspielers bei AIK Gary Sundgren kehrte er 2006 beim Amateurklub FC Djursholm noch einmal als Aktiver auf den Rasen zurück, musste sein Engagement zurückfahren, als er vom Viertligisten IFK Eskilstuna als Nachfolger von Lars Zetterlund als Trainer verpflichtet wurde. Nach zwei Jahren wurde sein Vertrag Ende 2007 nicht verlängert.